# Jacopo Barozzi da Vignola
Pour les articles homonymes, voir Barozzi, Vignola (homonymie) et Vignole.
Ne doit pas être confondu avec Jacques Barozzi.
Giacomo ou Jacopo Barozzi (dit da Vignola et en français Vignole), né à Vignola (duché de Modène) le 1er octobre 1507 et mort à Rome le 7 juillet 1573, est un architecte et un théoricien italien de l'architecture de la Renaissance. Son Traité des cinq ordres est passé comme nom commun en français, pour désigner certains mementos.

## Biographie

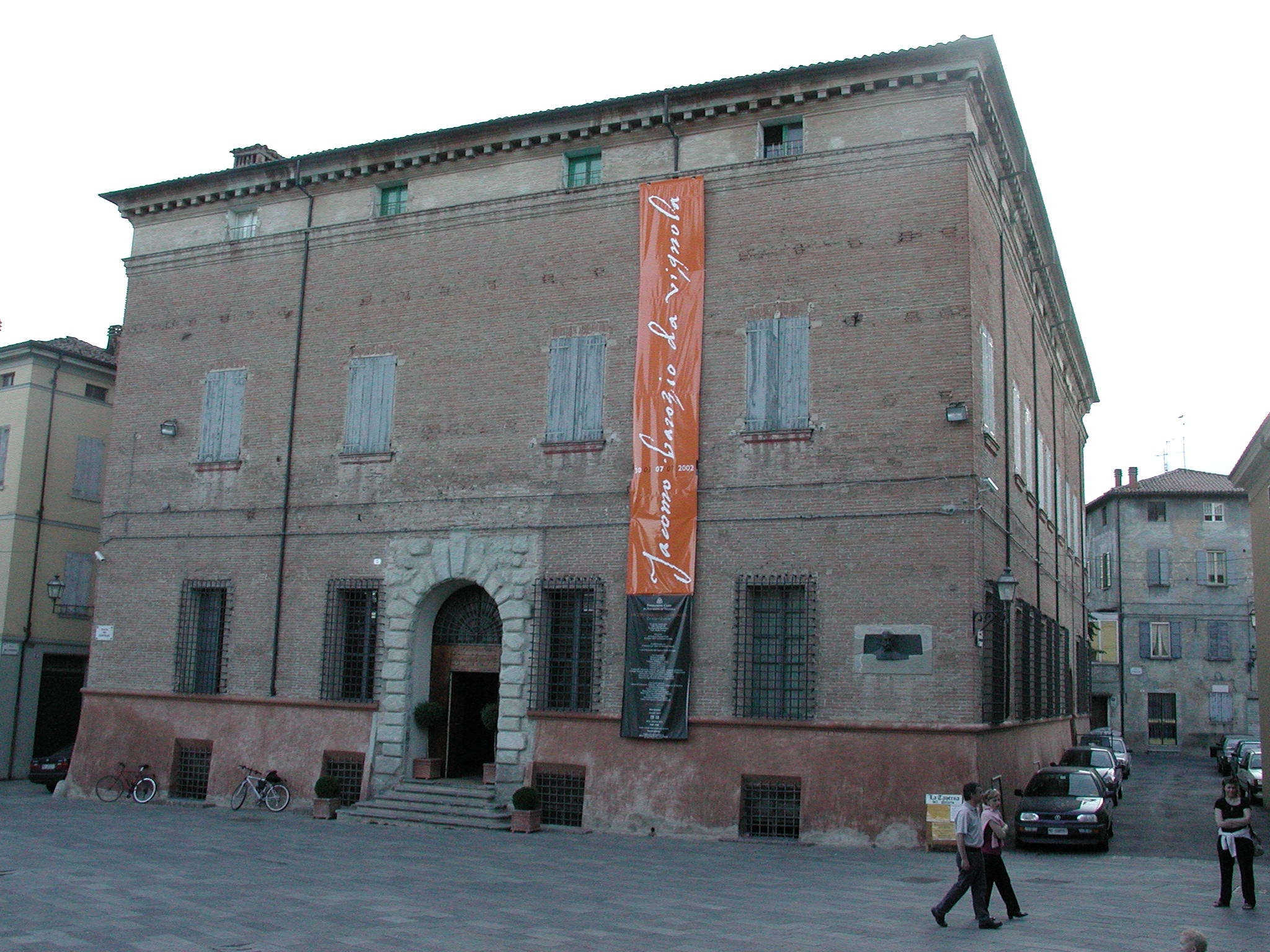
Palais Vignole à Vignola

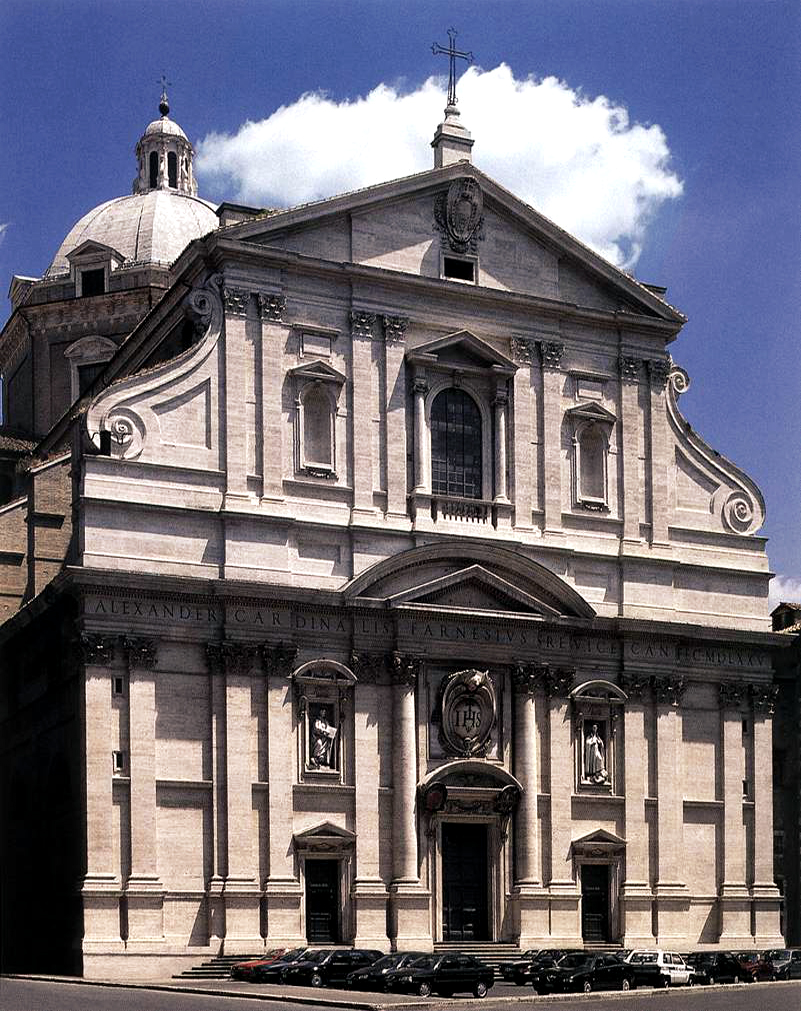
L'église du Gesù, à Rome, a fixé les canons de l'architecture de la Contre-Réforme.

Son père, Clément Barozzio, gentilhomme milanais, s'était retiré dans le bourg de  Vignola pour se soustraire aux guerres civiles qui déchiraient Milan et qui lui avaient fait perdre sa fortune. Son fils Giacomo étudie d'abord la peinture à Bologne, mais la lecture de Vitruve et un voyage à Rome le fixent définitivement sur l'architecture. Entré comme dessinateur chez Giacomo Melenghini de Ferrare, architecte du pape Paul III à Rome, il relève de nombreux édifices antiques et prend bientôt place parmi les plus habiles théoriciens. C'est d'après cette étude qu'il a donné son Traité des cing ordres, rédigé avec tant de simplicité et de méthode qu'il devint aussitôt sur cet art la règle universelle et qu'il fut jusqu'au XIXe siècle le rudiment des premières études de l'architecture en France.
Le Primatice (qui est au service de François Ier) l'emmène en France, où il reste deux ans (1541-1543) occupé, avec le fondeur Francisque Ribon, à l'exécution en bronze des figures moulées en Italie qui servent à la décoration des jardins de Fontainebleau. Vignole aurait également conçu un projet pour le château de Chambord (non réalisé).
De retour dans son pays, Vignole construit la façade de la Basilique San Petronio, le portique du Campio et - tout proche, à Minerbio -, le palais Isolani ; à Rome, la villa de Jules III, près de la porte du Peuple ; la basilique Sainte-Marie-des-Anges d'Assise.
Le cardinal Farnèse lui confie la direction de la maison professe des jésuites, dont les fondations ont été jetées en 1568. La mort empêchera Vignole de l’élever plus haut que la corniche : Jacques de la Porte l’achèvera en 1576 ; mais ces édifices ne peuvent se comparer au palais de Caprarola, près de Rome, que l’on regarde généralement comme son chef-d’œuvre. Le cardinal Alexandre Farnèse l’en avait chargé, et cet édifice a été élevé au sommet d’une colline environnée de falaises. La forme générale affecte celle d’un pentagone qui, flanqué dans le bas de cinq bastions, donne à l’édifice l’apparence d’une forteresse. De ce mélange d’architecture militaire et civile résulte un caractère particulier de force et de grandeur. Une sorte d’étage en talus sert comme de fondation au véritable soubassement, orné de refends et de baies, et où s'encadre la porte. C’est au-dessus que s’élève le vrai corps du palais, décoré de deux ordres. À l’intérieur, des portiques ioniques supportent des pilastres corinthiens avec un double rang de fenêtres. L'intérieur de la cour est à deux étages sur un plan circulaire. L’étage supérieur se termine par une terrasse qui circule tout à l’entour. 
Grâce à l’immense réputation que lui fit ce palais, Philippe II d'Espagne voulut attirer Vignole à son service ; mais l’architecte motiva son refus sur son grand âge et les travaux de l’église de Saint-Pierre, dont il venait d’être chargé après la mort de Michel-Ange. Il donna les esquisses du palais de l'Escurial et l’emporta, dans cette occasion, sur vingt-deux autres architectes ; cependant il ne voulut pas se rendre en Espagne pour les faire exécuter. Il mourut d'une fièvre en se rendant à Caprarola.
Sa manière architecturale est savante mais parfois considérée comme lourde, pompeuse et froide. C'est surtout par son Traité des cinq ordres d'Architecture, publié en 1562 qu'il exerce au loin son influence, particulièrement sur l'art français. Augustin-Charles d'Aviler (1653-1701) en donne une version française (un peu simplifiée) : le Cours d'architecture qui comprend les ordres de Vignole avec des commentaires (1691).

## Postérité
L'architecte Charles Normand a publié en 1827 deux mementos très connus par leurs planches gravées pendant tout le XIXe siècle : le « Vignole des ouvriers » et le « Vignole des architectes et des élèves en architecture, ou Nouvelle traduction des règles des cinq ordres d’architecture ». C'est ainsi que le nom de l'artiste est passé en nom commun, pour désigner un guide illustré.

## Édifices

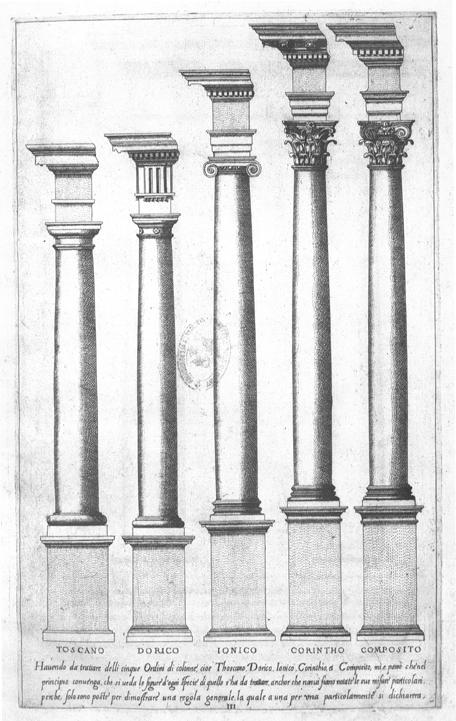
Les cinq ordres selon Vignole

- Palais Boncompagni, puis Benelli, 1538-1545, Bologne ;
- Projet pour la façade de la basilique San Petronio, vers 1545, Bologne ;
- Villa Giulia (1550), réalisée pour le pape Jules III, avec des interventions ultérieures de Giorgio Vasari et de Bartolomeo Ammannati ;
- Église Sant'Andrea, via Flaminia, 1552-1554, Rome ;
- Palais Farnèse, (1558-1568), Piacenza (commencé, en 1558, par le projet de Francesco Paciotto) ;
- Palazzo Farnese de Caprarola, 1559-1573 ;
- Villa Gambara, puis Lante à Bagnaia près de Viterbe, vers 1566 (avec deux pavillons jumeaux insérés dans un jardin à l'italienne) ;
- Église du Gesù, (1568), Rome ;
- Basilique Sainte-Marie des Anges, 1569-1679, à Assise ;
- Projet de l'église Sainte-Anne-des-Palefreniers, vers 1570 (près de la Porta Angelica), Cité du Vatican à Rome ;
- Église Santa Maria dell'Orto, via Anicia, 1576-1578 (seule, la façade est de Vignole), Rome ;
- Place Umberto Ier et fontaine des Picche à Oriolo Romano, près de Viterbe.

## Œuvres hydrauliques
En 1548, après ses travaux sur les canaux de Milan, Vignole est appelé à Bologne par le pape Paul III pour l'amélioration de la navigation sur les canaux de Bologne. L'ingénieur réalise, sur le canal Navile, une écluse en maçonnerie avec fermeture par portes busquées, en remplacement de celles en bois. La forme concave de ces écluses avait la particularité de résister à la pression du terrain et en plus pouvait accueillir plusieurs embarcations (forme reprise un siècle plus tard par le Français Pierre-Paul Riquet pour le canal du Midi). Vignole est également chargé, avec l'ingénieur Jacopo Marcoaldi, de la construction du port fluvial de Bologne.
Par ailleurs le pape Pie IV lui confie les travaux de restauration du pont Sisto, en 1567.

## Écrits

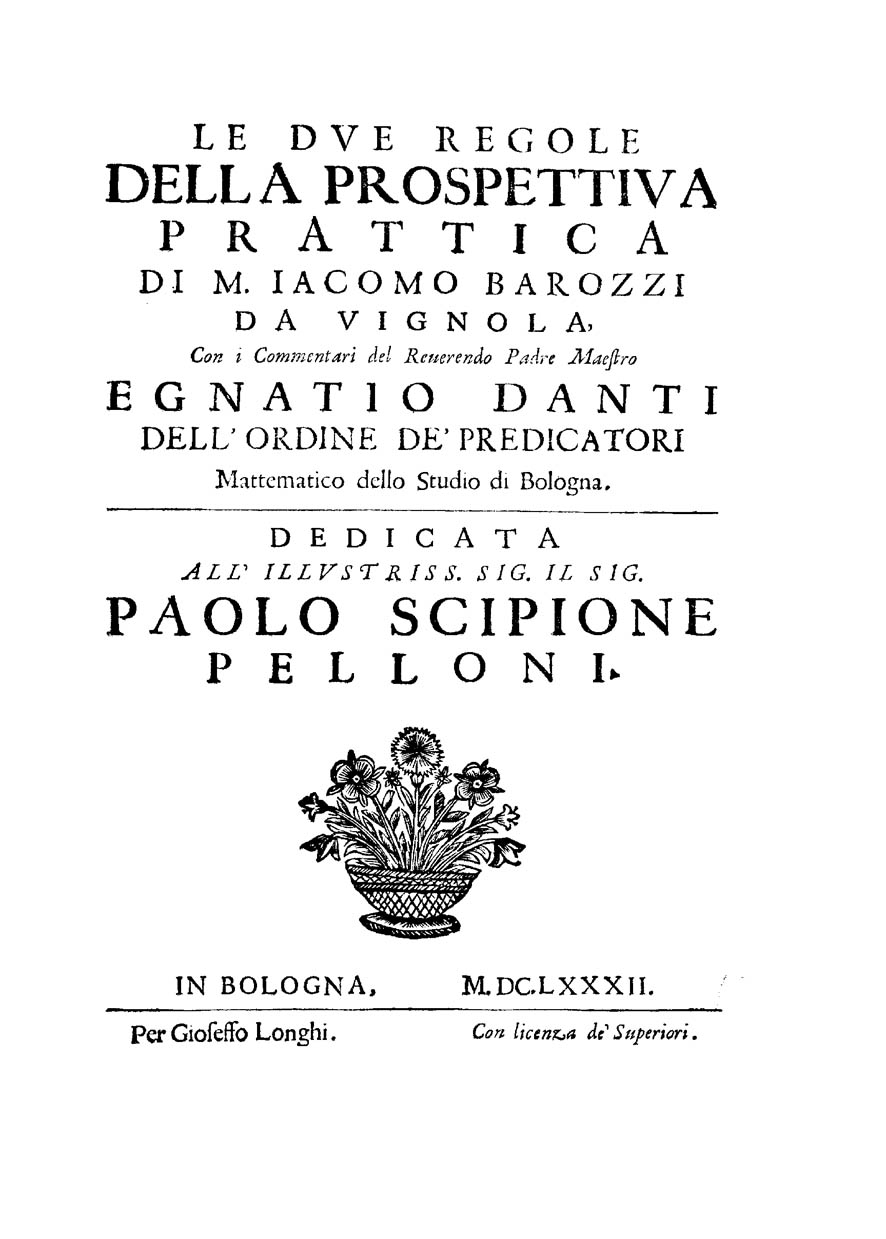
Le due regole della prospettiva prattica, 1682

- Regola delli cinque ordini d’architettura. - Rome, 1562.
- Règles des cinq ordres d'architecture de Vignole / Revues, augmentées et réduites de grand en petit par Le Muet. - À Paris : chez Melchior Tavernier, graveur et imprimeur du Roy pour les tailles douces, 1632. Consultation de l'ouvrage -